# Ras Dashan
Ras Dashen (o Ras Dashan o Ras Dejen, que en amàric significa "cap de guàrdia", que es refereix al general que lluitava al costat de l'emperador etíop) és una muntanya situada a l'Altiplà d'Etiòpia, la muntanya més alta del país. Forma part del Parc Nacional de les Muntanyes Semien i arriba a 4.550 metres d'altitud.
Segons Erik Nilsson, el Ras Dashen "és el pic de l'est de la vora d'un volcà enorme tallat per nombrosos barrancs que drenen cap al riu Tekezé". El seu homòleg és el Mont Biwhat (4,510 metres), del qual està separat per la vall del riu Meshaha.

## Altitud
L'altitud queda establerta a la dècada de 1960 i 1970 en 4.533 metres. La de 4.550 metres es va prendre l'any 2007 per part d'un equip d'estudi franco-italià (Vigano-Salvat). Anteriorment s'havia establert en 4.620 metres que resulta inconsistent amb els estudis moderns i les dades SRTM. Té una prominència de 3.997 metres.

## Primera ascensió europea
La primera ascensió europea registrada va ser la de l'any 1841, portada a terme pels militars francesos Ferret i Galinier. No hi ha dades d'ascensions anteriors per gent de la zona tot i que les condicions ambientals del cim no són dures i a prop hi ha assentaments de pastors. Hi ha un petit fort militar en ruïnes a 4.300 metres d'altitud.